# Пікінер Вадим Олександрович
Вади́м Олекса́ндрович Пікінер (Пикинер) — український спортсмен, майстер спорту України міжнародного класу з кікбоксингу.

## Спортивні досягнення
- 1993 — Переможець першості міста Дніпропетровська з боксу
- 1994 — Переможець першості Дніпропетровської області з боксу
- 1995 — Призер зональної першості України з боксу
- 1996 — Призер першості України з кікбоксингу
- 1997 — Призер Кубку Європи з кікбоксингу
- 1998 — Чемпіон України з кікбоксингу
- 1999 — Переможець Спартакіади України з кікбоксингу
- 2000 — Чемпіон України з кікбоксингу. Переможець Першості Світу /WAKO/. Чемпіон Кубку Світу з кікбоксингу /WKA — Німеччина/
- 2001 — Чемпіон Кубку України з кікбоксингу. Чемпіон України серед співробітників силових структур України. Срібний призер Чемпіонату Європи з кікбоксингу /WAKO — Італія/. Срібний призер Чемпіонату Світу з кікбоксингу /WKA — Австрія/
- 2002 — Чемпіон України з кікбоксингу. Срібний призер Чемпіонату Світу /WPKA — Греція/. Бронзовий призер Чемпіонату Світу /WAKO — Словенія/
- 2003 — Чемпіон Світу з кікбоксингу /WPKA — Греція/.
- 2018 — Срібний призер Чемпіонату Європи з кікбоксингу серед ветеранів ISKA. Чемпіон Світу з кікбоксингу серед ветеранів /ISKA — Ямайка/